# 保拉·帕吉
保拉·帕吉（義大利語：Paola Paggi，1976年12月6日—），意大利前女子排球运动员。她曾代表意大利国家队参加2000年和2004年夏季奥林匹克运动会排球比赛，均未能获得奖牌。